# Autorretrato de Durero (Alte Pinakothek)
El Autorretrato de Durero conservado en la Pinacoteca Antigua de Múnich, también conocido como Autorretrato con traje de piel,es una obra del pintor alemán Alberto Durero hecha en 1500, cuando tenía 28 años. Mide 67 cm de alto por 49 cm de ancho.
Existen otros autorretratos del mismo pintor. El más famoso de ellos es el que se conserva en el Museo del Prado de Madrid, en ocasiones denominado Autorretrato con guantes (1498).

## Descripción
Esta obra fue realizada en 1500, cuando Durero tenía 28 años, como figura en la inscripción a la parte derecha superior del cuadro. Sin embargo, este hombre que vemos aquí parece mayor. Se le ve frontalmente, vestido de pelliza, con largos cabellos y una expresión seria y serena, recordando un «Ecce homo». Si alguien que lo viese no supiera que es un autorretrato de Durero, pensaría que es Cristo, con los cabellos dorados enmarcando un rostro alargado y sereno, recordando la iconografía de Jesucristo. 
Las facciones, la cara, pero sobre todo la mirada son cautivadoramente profundas. Son ojos verdes que están un poco hundidos, con la mirada «sincera, noble y honesta».
Muy pocos cuadros han llegado a transmitir tal efecto y Durero lo ha logrado con su propio rostro.
Primero, está el fondo oscuro que da un efecto de silencio. Todo parece quietud. La cara de Durero sobresale dramáticamente. Todo, desde su cabello dorado hasta sus manos son calma. Está vestido con una bata color café, de terciopelo y lana la cual ya está muy usada y rota como se puede ver en el brazo derecho, del cual se deja ver una parte del traje que Durero porta en el Autorretrato con flor de cardo de 1493.
Su mano acaricia la bata con suavidad y él solo nos ve a nosotros. La luz es poca, pero llega del lado izquierdo del cuadro y es el único foco que alumbra la escena. Esta postura de la mano tocando el pecho recuerda igualmente a las representaciones de Cristo, reflejando a un tiempo la bondad del artista.
El detalle es sorprendente. Nuevamente, Durero trabaja arduamente en su cabello del cual está obsesionado y le confiere todo el realismo y detallismo que le es posible. La minuciosidad en el tratamiento del cabello es típica de Durero.
Este cuadro 

Es más inquietante y su misterio no se aclarará probablemente jamás. Durero se representa frontalmente como una especie de Cristo surgido de las tinieblas, en un despojamiento monumental, con largas tranzas doradas que provocaban el sarcasmo de los venecianos. ¿Identificación del genio del artista con el genio creador divino, profesión de fe en el clasicismo del Renacimiento, monumento idealizado de su propia gloria? El problema sigue sin ser resuelto. B. Zumthor

## Otros autorretratos

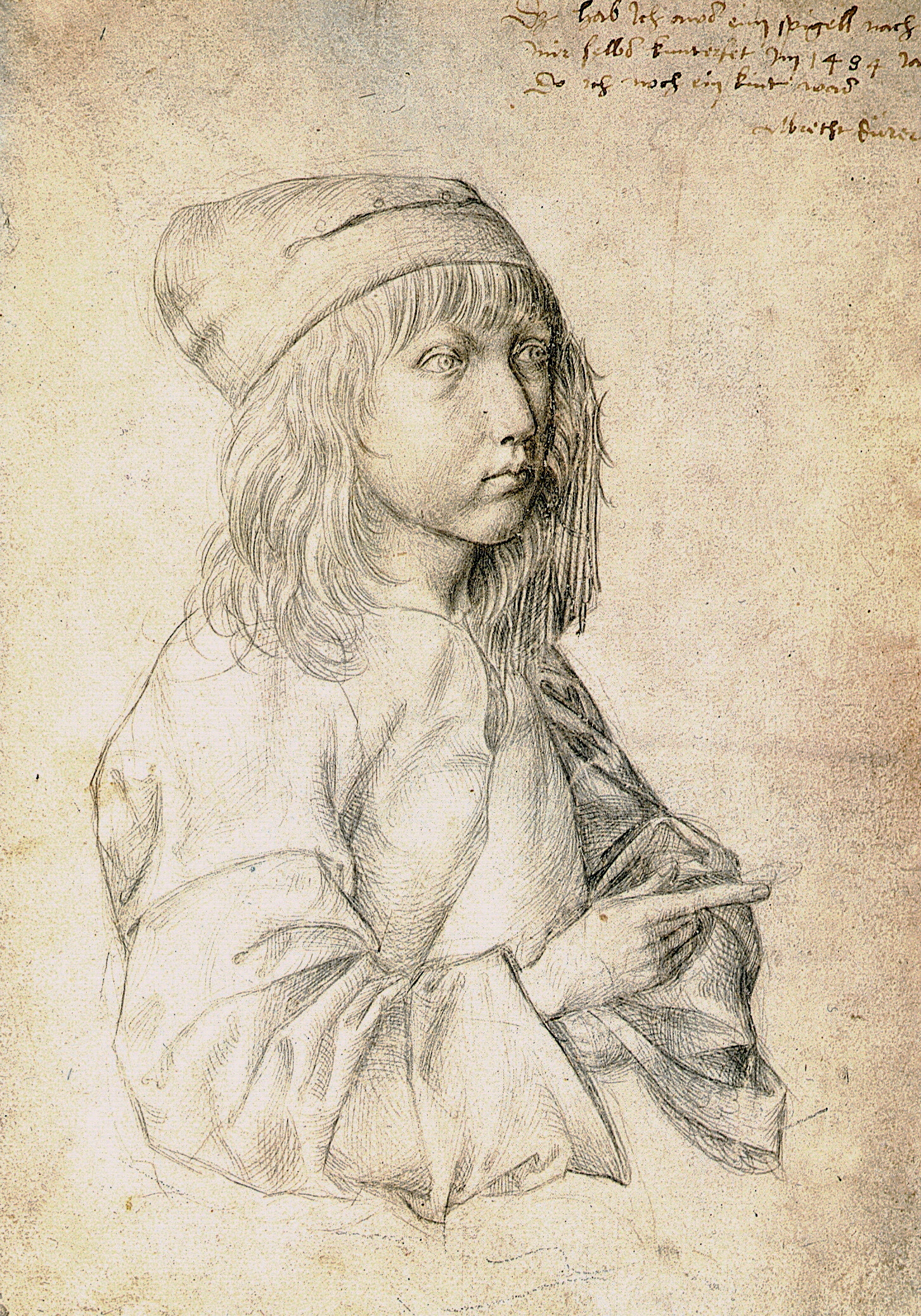
Autorretrato, Museo Albertina, 1484
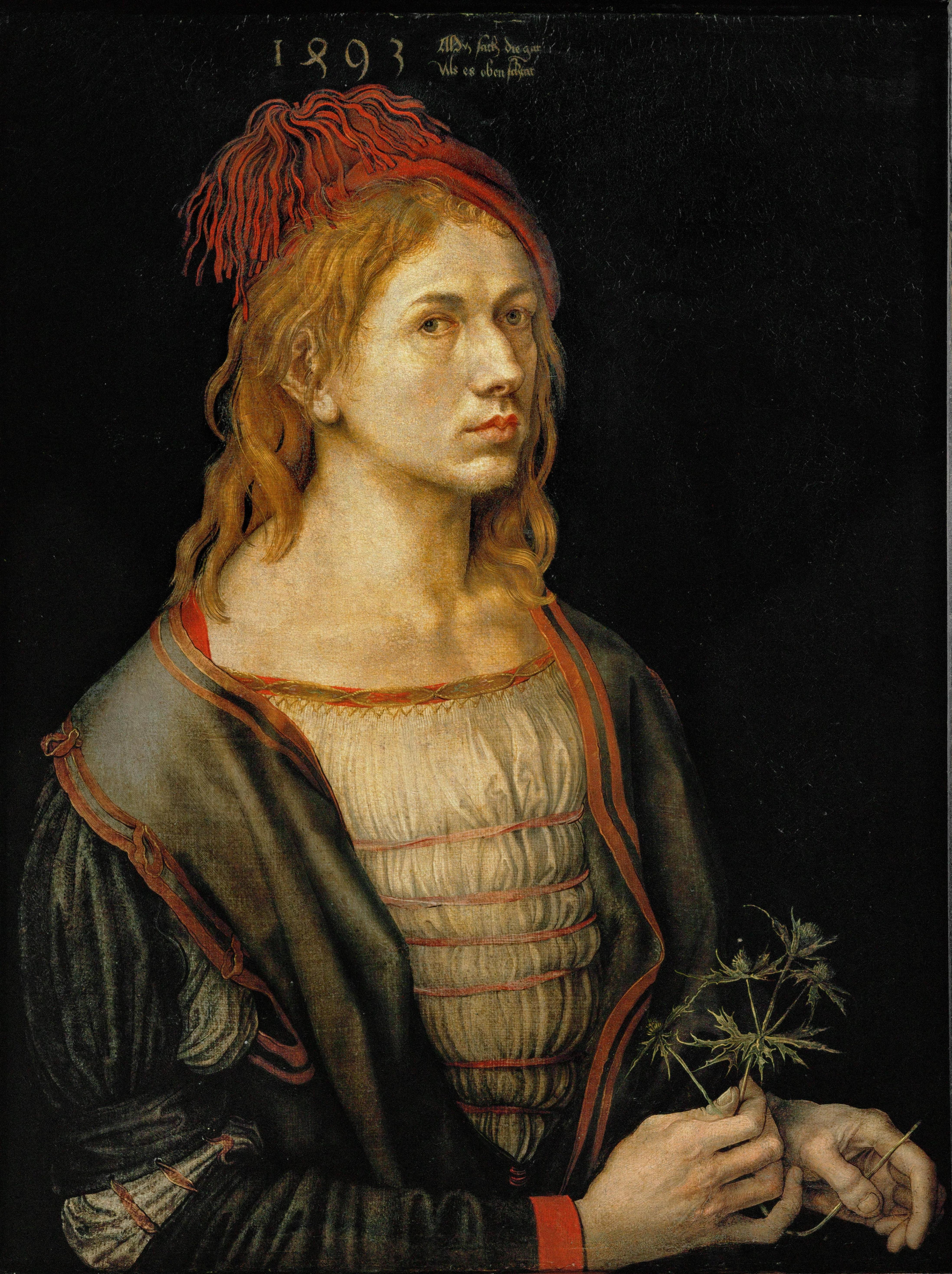
Autorretrato, Museo del Louvre, 1493
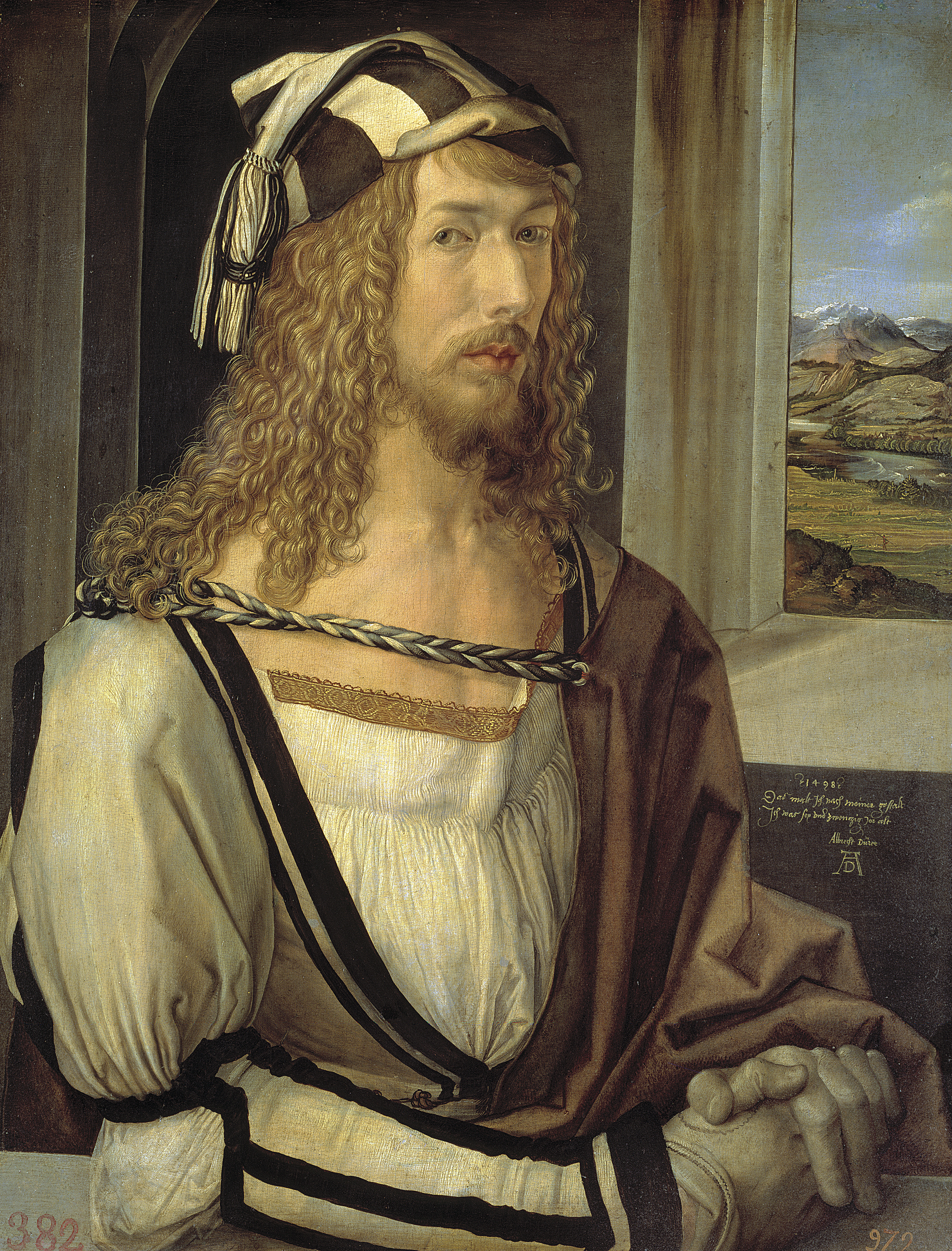
Autorretrato, Museo del Prado, 1498